# Cyathea leucotricha
Cyathea leucotricha är en ormbunkeart som beskrevs av Christ. Cyathea leucotricha ingår i släktet Cyathea och familjen Cyatheaceae. Inga underarter finns listade.